# Appalachiosaurus
Appalachiosaurus (que significa "lagarto dos Apalaches"), foi um gênero de dinossauro tiranossauróide, encontrado nos estratos do Cretáceo Superior na Formação Demopolis Chalk localizados no sudeste do estado do Alabama, nos Estados Unidos. Foi pela primeira vez descrito em 2005 por Thomas Carr e sua equipe. Os restos fósseis consistem dum crânio e esqueleto parciais com alguns elementos esmagados. A espécie-tipo é denominada Appalachiosaurus montgomeriensis. As suturas craniais incipientes indicam um juvenil ou adolescente.
A etimologia tanto do nome genérico como do epíteto específico referem a localidade onde o fóssil foi escavado, respectivamente, no sul da Cordilheira dos Apalaches e no condado de Montgomery, Alabama.
Appalachiosaurus tinha uma crista mais reduzida no osso lacrimal que os tiranossaurídeos, mais derivados. Esta crista é um arco baixo e arredondado, sem bossas proeminentes, embora as haja em número de seis e baixas no osso nasal. A forma geral do crânio é semelhante à de outros tiranossauróides primitivos assim como as proporções dos membros são semelhantes às dos tiranossaurídeos.
Appalachiosaurus é uma descoberta importante sendo dado pelos autores da sua descrição como o primeiro tiranossauróide reconhecível ao nível de género do leste da América do Norte em muito tempo. De acordo com Carr et al. as características deste animal ajudam a posicionar filogeneticamente o problemático Dryptosaurus no clado Tyrannosauroidea.